# Milcz
Milcz is een plaats in het Poolse district  Chodzieski, woiwodschap Groot-Polen. De plaats maakt deel uit van de gemeente Chodzież en telt 469 inwoners.

## Verkeer en vervoer
- Station Milcz